# توني ديلروي
توني ديلروي (بالإنجليزية: Tony Delroy)‏ هو صحفي أسترالي، ولد في 1953.